# Успенский монастырь (Одесса)
Одесский монастырь в честь Успения Пресвятой Богородицы (укр. Монастир Успіння Пресвятої Богородиці) — православный мужской монастырь в честь Успения Пресвятой Богородицы в городе Одесса Одесской епархии Украинской православной церкви ,находящийся по адресу Маячный переулок 6 (Большой Фонтан).
Настоятель монастыря — правящий архиерей Одесской епархии.

## История
В 1814 году митрополит Гавриил с разрешения Святейшего Синода основал на пожертвованной молдавским дворянином Александром Теутулом земле, которая впоследствии получила название «Большого Фонтана», архиерейское подворье. В 1824 году подворье было обращено в мужской монастырь в честь Успения Пресвятой Богородицы.
1 июня 1824 года монастырь утверждён в разряде второклассных.
Вначале был устроен небольшой деревянный храм, а позже, в 1825 году, на его месте воздвигли каменный двухпрестольный собор. Главный престол собора был посвящён Успению Пресвятой Богородицы.
В 1834 году на пожертвованные средства одесской купчихи Дарьи Харламбу был построен второй монастырский храм с колокольней в честь иконы Божией Матери «Живоносный Источник» (ныне — Успенский).
После 1834 года монастырская братия построила на свои средства небольшую, третью, церковь во имя святителя и чудотворца Николая. А 1890-е годы она была перестроена и обновлена.
В 1880 году, при архиепископе Херсонском и Одесском Платоне (Городецком), в помощь Одесским архипастырям было открыто викариатство. Викарный епископ носил титул «Елисаветградский» и его местопребывание было в Одесском Успенском монастыре.
Приблизительно в 1920 году с восточной стороны Никольской церкви был пристроен братский корпус.
В 1922 году монастырское имущество, все ценности и святыни были полностью конфискованы государством, а монастырские храмы закрыты. В 1926 году храмы Божией Матери «Живоносный Источник» и Успенский бывшего монастыря были переданы обновленцам и освящены митрополитом Ювеналием (Машковским).
После 1936 года взорвали главную святыню монастыря — храм в честь Успения Божией Матери. На его месте в 1953 году была сооружена водосвятная часовня с монастырским источником.
Во время фашистской оккупации  в 1942 году румынские оккупационные власти позволили открыть один из храмов монастыря , а в 1944 году обитель возродилась полностью. Поскольку главный собор монастыря был разрушен, основной церковью монастыря стал храм Живоносного Источника, при своем возрождении освященный во имя Успения Божией Матери.
С 1946 года здесь устраивается летняя резиденция патриархов Московских и всея Руси, в связи с чем монастырь стали называть Патриаршим. Только это и спасло обитель от повторного закрытия в 1961 году, в разгар новых гонений на Церковь в СССР.
На территории Патриаршей резиденции в 1951 году была построена архиерейская гостиница.
С 1960 года в монастыре подвизался преподобный Кукша Одесский, в нём жили на покое митрополит Иоанн (Кухтин), архиепископы Онисифор (Пономарёв), Алипий (Хотовицкий), Палладий (Каминский). С 1961 года в монастырь была выселена из центра города Одесская духовная семинария. В семинарии есть храм в честь святого апостола Андрея Первозванного — небесного покровителя семинарии.
В 1965 году в монастырь была перенесена резиденция правящего архиерея Одесской епархии, который является её священноархимандритом — настоятелем монастыря.
В 1967 году в покоях летней резиденции Патриарха Московского и всея Руси была устроена небольшая крестовая церковь, священная в честь преподобных Сергия и Никона, игуменов Радонежских, всея Руси чудотворцев.
В 1988 году, в год 1000-летия Крещения Руси, над Никольской церковью был сооружён купол и колокольня.

## Современное состояние и некрополь

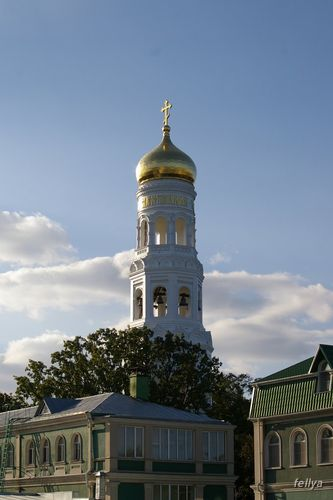
Колокольня монастыря

Наместник монастыря с 1999 года — викарный епископ (с 2006 года) Алексий (Гроха).
Значительные строительные работы проведены в конце 1990-х — 2000-х при митрополите Одесском и Измаильском Агафангеле (Саввине): возведена надвратная колокольня, в 1998 году к востоку от Успенского храма заложен и к 2010 году завершён строительством и освящён собор в честь иконы Божией Матери «Живоносный источник» (храм построен в стиле русских соборов XVI века, рассчитан на 3 000 молящихся), в 2012 году построено большое здание гостиницы.
В некрополе монастыря, к югу от собора в честь иконы «Живоносный источник», среди прочих, погребён ряд иерархов РПЦ и иных поместных церквей, в частности митрополит Пражский Иоанн (Кухтин), митрополит Варшавский Макарий (Оксиюк). Сюда же в декабре 1987 года перенесены останки большинства правящих одесских архиереев XIX — начала XX веков.

## Наместники
- Порфирий (Успенский) (1 мая 1834—1840)
- Алексий (Баженов) (1914—1920)
- Антоний (Мельников) (1963—1964)
- Борис (Никитюк) (1965—1977)
- Серафим (Тихонов) (30 сентября 1977—1978)
- Поликарп (Гуц) (17 октября 1978 —1980)
- Вадим (Семяшко) (1980—1989)
- Павел (Судакевич) (10 апреля 1990—1999)
- Алексий (Гроха) (с 1999-2012) еп. Белгород-Днестровский
- Агафангел (Саввин) (с 2012-2019) митр. Одесский
- Виктор (Быков) (с 2019) еп. Арцизский